# Jeffery Gibson
Pour les articles homonymes, voir Gibson.
Jeffery Gibson (né le 15 août 1990 à Freeport) est un athlète bahaméen, spécialiste du 400 mètres haies.

## Biographie
il bat le record des Bahamas pour remporter la médaille de bronze du 400 m haies lors des Championnats du monde 2015 à Pékin.

## Palmarès
| Date | Compétition                                      | Lieu             | Résultat | Épreuve     | Temps         |
| ---- | ------------------------------------------------ | ---------------- | -------- | ----------- | ------------- |
| 2013 | Championnats d'Amérique centrale et des Caraïbes | Morelia          | 2e       | 400 m haies | 49 s 94       |
| 2013 | Championnats d'Amérique centrale et des Caraïbes | Morelia          | 2e       | 4 x 400 m   | 3 min 02 s 66 |
| 2014 | Jeux du Commonwealth                             | Glasgow          | 3e       | 400 m haies | 48 s 78       |
| 2015 | Jeux panaméricains                               | Toronto          | 1er      | 400 m haies | 48 s 51       |
| 2015 | Jeux panaméricains                               | Toronto          | 3e       | 4 x 400 m   | 3 min 00 s 34 |
| 2015 | Championnats du monde                            | Pékin            | 3e       | 400 m haies | 48 s 17       |
| 2015 | Ligue de diamant                                 | Ligue de diamant | 3e       | 400 m haies | détails       |
| 2018 | Jeux du Commonwealth                             | Gold Coast       | 2e       | 400 m haies | 49 s 10       |
| 2019 | Jeux panaméricains                               | Lima             | 4e       | 400 m haies | 49 s 53       |

## Records
| Épreuve     | Temps        | Lieu  | Date         |
| ----------- | ------------ | ----- | ------------ |
| 400 m haies | 48 s 17 (NR) | Pékin | 25 août 2015 |